# Линдау, Рудольф
Рудольф Август Леопольд Линдау (нем. Rudolf August Leopold Lindau zu Gardelegen; 1829—1910) — немецкий писатель

-беллетрист и дипломат; брат литератора Пауля Линдау.

## Биография
Рудольф Линдау родился 10 октября 1829 года в городе Гарделегене, в земле Саксония-Анхальт в семье практикующего врача  и позже комиссара юстиции Карла Фердинанда Леопольда Линдау (Левина, 1797—1868), до рождения сына перешедшего из иудаизма в протестантство (1812).  
С 1859 по 1869 год Р. Линдау жил в Индии, Китае, Японии и Калифорнии в качестве уполномоченного швейцарского департамента торговли. Его первые труды появились на французском языке: «Un voyage autour du Japon» (Париж, 1864), ряд повестей «Peines perdues» (1880) и другие; на английском языке он издал том повестей: «The Philosopher’s Pendulum and other stories» (Эдинбург, 1883). Написанное на немецком языке было собрано в издании «Gesammelte Romane und Novellen» (1892—1893). 
Согласно «ЭСБЕ», лучшие из его романов: «Robert Aschton», «Gute Gesellschaft», «Zwei Seelen», «Martha» и «Liebesheiraten». 
По оценке автора дневника — хроники жизни литераторов Ф. Ф. Фидлера, «писательский темперамент Л. холодноват, но замыслы и стиль не лишены художественной ценности».
Рудольф Август Леопольд Линдау умер 14 октября 1910 года в городе Париже.